# Вовчицький краєзнавчий музей імені Івана Саєнка
Вовчицький краєзнавчий музей ім. І. І. Саєнка — музей у селі Вовчик Лубенського району Полтавської області. Музей названо на честь Саєнко Івана Івановича.

## Історія
Вовчицький краєзнавчий музей ім. І. І. Саєнка заснований у 1948 році Іваном Івановичем Саєнком — заслуженим учителем УРСР, відмінником народної освіти.
У 1968 році музею було присвоєно звання «народний».

## Фонди і експозиції музею
Серед експонатів багато рідкісних і унікальних предметів з різних періодів історії, які розміщені у десяти залах і об'єднані у розділи:
- «Давнє минуле села»
- «Природа рідного краю»
- «Історія села до 1917 року»
- «Село Вовчик у період 1917—1941 рр.»
- «Друга світова війна»

та ін.
В одному із залів знаходиться картинна галерея, де можна ознайомитись з творами графіки, живопису та скульптури майстрів України, зразками народної творчості: вишивкою, керамікою, художнім ткацтвом.
В картинній галереї музею представлені декілька творів українського художника Киричко Петра Івановича. 
Гордістю галереї є серія ілюстрацій до творів Тараса Шевченка, Марка Вовчка та Лесі Українки народного художника СРСР Михайла Дерегуса.